# Phaennidae
Phaennidae (лат.) — семейство ракообразных из отряда каляноид (Calanoida).

## Описание
Мелкие ракообразные (2—8 мм). Цефалосома и сомит 1 отдельные, сомиты 4 и 5 частично слиты или полностью разделены. Рострум в виде раздвоенной пластинки или представлен парными ростральными нитями, редко отсутствует. Уросома самки короткая, 4-сегментная, не проецируется вентрально. Генитальное отверстие самки расположено медиально на вентральной поверхности; копулятивная пора (ы) содержится в медианном генитальном отверстии. Уросома самца 5-сегментная.
Пелагические и бентопелагические формы. Антеннула (А1) с 21—25 свободными сегментами; анцестральные сегменты X и XI слиты. Экзопод антенны (А2) с 6—7 свободными сегментами.

## Классификация
В состав семейства включают около 100 видов из 5 родов.
- Brachycalanus Farran, 1905
- Cephalophanes Sars, 1907
- Cornucalanus Wolfenden, 1905
- Kirnesius Markhaseva & Semenova, 2005[9]
- Onchocalanus Sars, 1905
- Phaenna Claus, 1863
- Phaennocalanus Markhaseva, 2002[10]
- Talacalanus Wolfenden, 1911
- Xanthocalanus Giesbrecht, 1892